# Georgette d'Ydewalle
Georgette d'Ydewalle (Oostende, 14 maart 1906 - Brugge, 30 mei 1980), geboren Georgette Ryelandt, was een Belgisch kunstschilderes.

## Levensloop
Ze was een dochter van Vincent Ryelandt (1874-1937) en Renée Hollanders d'Ouderaen. Ze trouwde in 1927 met de journalist Charles van Outryve d'Ydewalle (1901-1985) en ze kregen vier zoons.
Ze ging naar school in Gent bij de Zusterkens der Armen en in 1921-1923 in het Engels Klooster in Brugge. Anderzijds volgde ze ook lessen aan de Gentse Academie bij Jan Frans de Boever.
Ze produceerde vooral tekeningen en boekillustraties. In de periode 1945-1950 werkte ze samen met Constant Permeke.
Aan de herbouwde Sint-Kwintenskerk in Oostkerke schonk ze in 1965 een geheel van zeventien schilderijen die de Kruisweg voorstellen.